# Michael Wackerzapp

Michael Wackerzapp

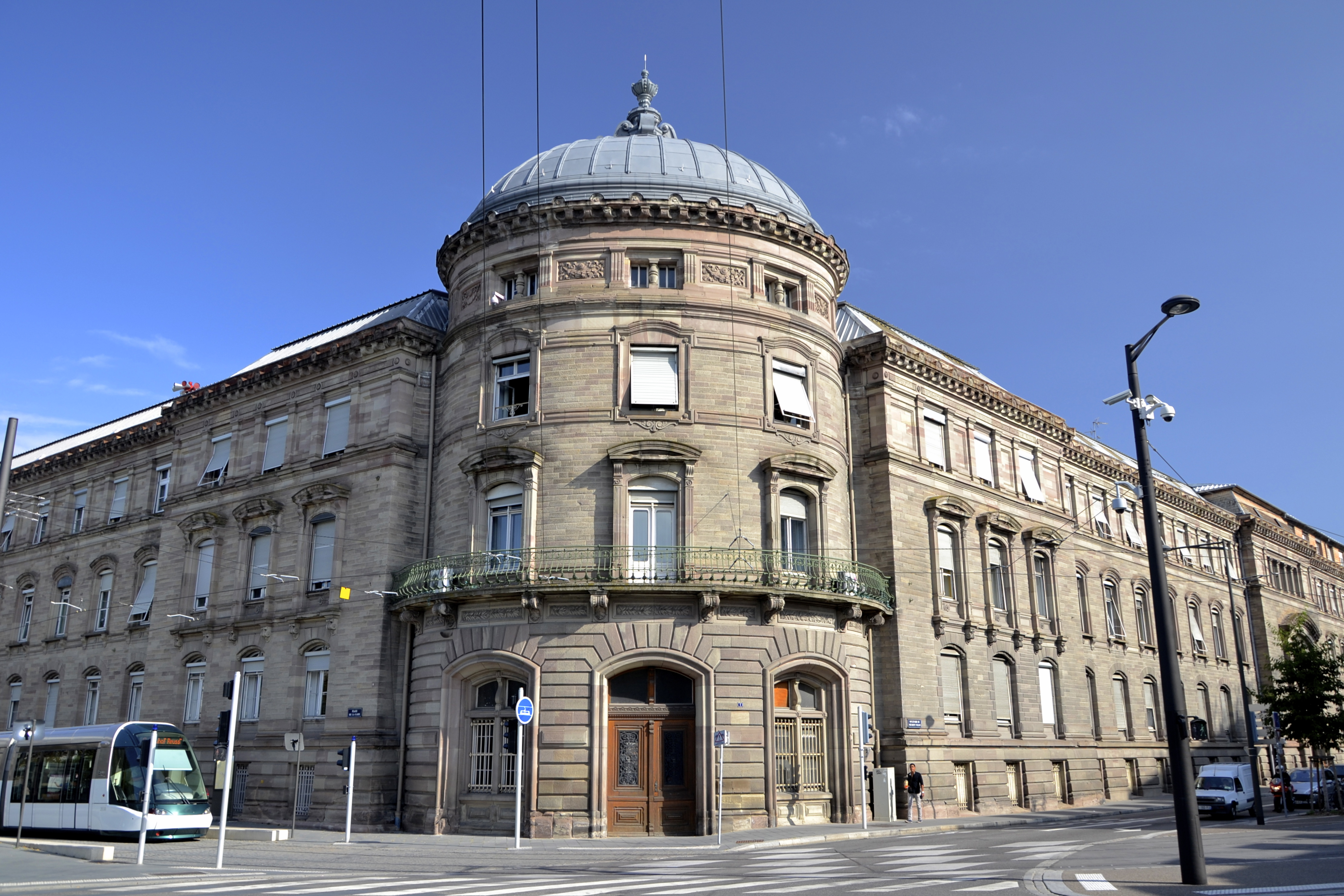
Dienstsitz in Straßburg: das Verwaltungsgebäude der Reichseisenbahnen in Elsaß-Lothringen

Michael Wackerzapp (* 4. November 1848 in Immerath; † 1922) war von 1899 bis 1909 zweiter Präsident der Reichseisenbahnen in Elsaß-Lothringen (EL) und anschließend Präsident des Reichseisenbahnamtes.:58f

## Berufliche Entwicklung
Michael Wackerzapp studierte Rechtswissenschaft an den Universitäten Köln, Bonn und Heidelberg. Anschließend arbeitete er ab 1876 bei den Preußischen Staatseisenbahnen, von wo aus er 1879 zu den Reichseisenbahnen in Elsaß-Lothringen (EL) nach Straßburg wechselte. Im Alter von nur 33 Jahren wurde er 1881 Mitglied der Generaldirektion der EL. 1888 wechselte er in deren vorgesetzte Behörde, das Reichsamt für die Verwaltung der Reichseisenbahnen in Elsaß-Lothringen, nach Berlin. 1899 kehrte er von dort als Präsident der EL nach Elsass-Lothringen zurück.
Unter seiner Leitung wurden auch vermehrt Elsass-Lothringer in Führungspositionen der überwiegend durch preußische Beamte dominierten EL berufen. Andererseits wehrte er sich vehement gegen Bestrebungen aus dem Landesausschuss (Landtag) von Elsass-Lothringen, die EL aus der Reichsverwaltung zu lösen und zu einer „Länderbahn“ Elsass-Lothringens zu machen.:58
1909 verließ Michael Wackerzapp die EL, um Präsident des Reichseisenbahnamtes zu werden. Am 4. November 1918 ging er in den Ruhestand.:59

## Familie
Michael Wackerzapp war mit Caroline Fanny Maria, geborenen Mügel, verheiratet. Aus dieser Ehe entstammte der spätere Bundestagsabgeordnete Oskar Wackerzapp (1883–1965).